# ۱۲۶۰ (قمری)
۱۲۶۰ (قمری)، هزار و دویست و شصتمین سال در گاهشماری هجری قمری است. اول محرم این سال برابر با بیست و دوم ژانویه سال ۱۸۴۴ میلادی و دوم بهمن ۱۲۲۲ خورشیدی است.

## رویدادها
- اتمام هزاره اول پس از درگذشت حسن عسکری و ادعای باب بودن توسط علی‌محمد شیرازی.

## درگذشتگان
- 2 ربیع‌الاول - سید محمدباقر شفتی : فقیه و روحانی شیعه.